# Barrage de Puylaurent
Le barrage de Puylaurent est un grand barrage hydroélectrique français, de type voûte en béton, situé sur les communes de la Bastide-Puylaurent et de Prévenchères en Lozère, sur la rivière Chassezac affluent de l'Ardèche.

## Géographie
Situé en Lozère à six kilomètres à l'ouest du département de l'Ardèche, l'ouvrage se trouve sur le Chassezac, à environ 970 mètres d'altitude et approximativement 860 mètres en aval de la confluence du ruisseau de Malaval son affluent en rive droite, qui forme ainsi la branche sud du lac de retenue.
Le Chassezac est un cours d'eau de type cévenol, avec un bassin-versant (en amont de Puylaurent) de 80 km2, et des précipitations annuelles moyennes de 1 300 mm. Le débit estimé au barrage est donc :
- débit moyen annuel : 2,38 m3/s,
- débit de pointe décennal : 134 m3/s,
- débit de pointe centennal : 350 m3/s,
- débit de pointe millénal : 560 m3/s[2].

En aval, à la station de Gravières, le débit mesuré pour les crues est de 700 m3/s avec une période de retour de deux ans, 1 000 m3/s avec une période de retour de cinq ans ; la crue décennale est en moyenne de 1 250 m3/s et la crue centennale de 2 500 m3/s.

## Histoire

### Premiers projets d'aménagement
L'idée d'implanter un ouvrage sur le Chassezac est assez ancienne : EDF demande la concession hydroélectrique d'ensemble sur ce cours d'eau le 23 août 1955 et l'obtient par un décret du 27 mars 1961. Le cours d'eau commence à être équipé dans les années 1960. Toutefois, le site de Puylaurent est laissé en l'état.

### Changement de vocation de l'ouvrage
C'est à partir des années 1980 qu'EDF recommence à s'intéresser au site de Puylaurent, tout d'abord dans un but purement hydroélectrique. Toutefois, les impératifs nombreux de la région conduisent l'entreprise à revoir sa position et à envisager plutôt un barrage à buts multiples, qui serve non seulement à la production hydro-électrique, mais aussi au soutien du débit d'étiage du Chassezac (et donc de l'Ardèche), à l'écrêtement des crues, au tourisme et à l'irrigation.
Pour le Conseil départemental de l'Ardèche, il s'agit d'assurer un débit minimal de 0,5 m3/s, en particulier dans la zone karstique située en amont de Saint-Alban-Auriolles, où les pertes provoquent une disparition totale du cours d'eau durant l'été. Il s'agit également de constituer une réserve de 500 000 m3, qui permette de doubler la surface irriguée dans le département : 1 600 hectares contre huit cents précédemment).
Le changement de vocation du barrage s'accompagne donc d'un changement de maîtrise d'ouvrage : c'est le Syndicat Départemental d'Équipement de l'Ardèche qui devient maître d'ouvrage ; toutefois, EDF reste propriétaire de l'usine hydroélectrique prévue de Prévenchères, et reste maître d'œuvre de l'opération de construction. Le coût est partagé entre les acteurs : un tiers du coût de construction (70 millions de francs) est désormais supporté par le SDEA, le restant à la charge d'EDF.

### Construction
La construction débute en juin 1990 par les travaux de terrassement, mais ils sont suspendus durant un an et demi à partir du mois de décembre de la même année à la suite d'un sursis à exécution. Ils reprennent en août 1992, pour s'achever en septembre 1993. À partir de mars 1994 (jusqu'à août 1995) a lieu la phase de gros œuvre, avec coulage de l'ouvrage proprement dit. L'innovation principale apportée dans ce chantier est l’incorporation de plus de 10 000 tonnes de cendres volantes (issues de la combustion du charbon) dans le béton, ce qui en a amélioré les capacités mécaniques,. Simultanément, de juin 1994 à août 1995, a lieu l'installation des équipements électromécaniques. Puylaurent est le plus grand barrage réalisé en France métropolitaine dans les années 1990, le chantier mobilisant 200 personnes pour un total de 500 000 heures de travail.

### Mise en eau du barrage
La mise en eau du barrage commence en janvier 1996 pour s'achever en mai de la même année. Dès l'inauguration (9 juillet 1996), le barrage effectue son premier soutien d'étiage.

## Caractéristiques techniques du barrage

### Le barrage
Le barrage de Puylaurent est une voûte à simple courbure, de 217 mètres de longueur en crête. 80 000 m3/s de béton ont été nécessaires à sa réalisation.

### L'usine de Prévenchères
L'usine de Prévenchères, située juste sous l'évacuateur de crues du barrage, turbine l'eau de la retenue avec une turbine Francis verticale capable de turbiner 6,6 m3/s.

## Évacuateurs de crues
L'évacuateur de crues est dimensionné pour une crue millénale de 560 m3/s. Par rapport au projet initial, il a été modifié afin d'assurer une hausse de 2,6 mètres du niveau de la retenue, qui correspond à environ un million de mètres cubes supplémentaires d'eau.

## Risques liés au barrage
Les déformations de l'ouvrage sont mesurées en permanence par 16 pendules répartis sur cinq lignes et un pendule dans la culée.